# Sint-Nicolaaskerk (Kalkar)
De Sint-Nicolaaskerk (Duits: St. Nicolaikirche) is een 15e-eeuwse kerk in Kalkar, een stadje in de buurt van Kleef en Xanten in de Duitse deelstaat Noordrijn-Westfalen. De kerk is kunsthistorisch van belang, omdat ze belangrijke werken van religieuze beeldende kunst uit de late gotiek en de vroege renaissance herbergt, waaronder zeven retabels.
De kerk dateert in haar huidige vorm uit de periode 1409-1450. Met de bouw van een voorloper werd waarschijnlijk in 1230 begonnen, maar deze werd door een brand verwoest. De herbouwde kerk werd door gilden en broederschappen rijkelijk voorzien van altaren, waarvan er zeker vijftien hebben gestaan. In 1818 moesten er echter verschillende worden verkocht om met de opbrengst de kerk en de resterende inventaris te kunnen behouden.
De kerk werd tijdens de Tweede Wereldoorlog zwaar beschadigd maar werd later weer gerestaureerd.

## Inventaris
Het kunstbezit van de Sint-Nicolaaskerk in Kalkar bestaat onder andere uit zeven retabels. Het belangrijkste kunstwerk is het hoogaltaar met een houten retabel van Arnt van Zwolle, dat na zijn dood door Jan van Halderen en vervolgens door Ludwig Jupan (Meister Lödewich) werd voltooid. De vleugels van het altaar zijn beschilderd door Jan Joest van Calcar. Arnt van Zwolle ontwierp ook het Sint-Jorisaltaar. Daarnaast zijn er enkele houten beelden, een Johannes-altaar van Arnt van Tricht en een koorgestoelte door Hendrik Bernt de Jonge, die ook de Marialuchter ontwierp. Ook bevinden zich in de kerk verschillende religieuze schilderijen.

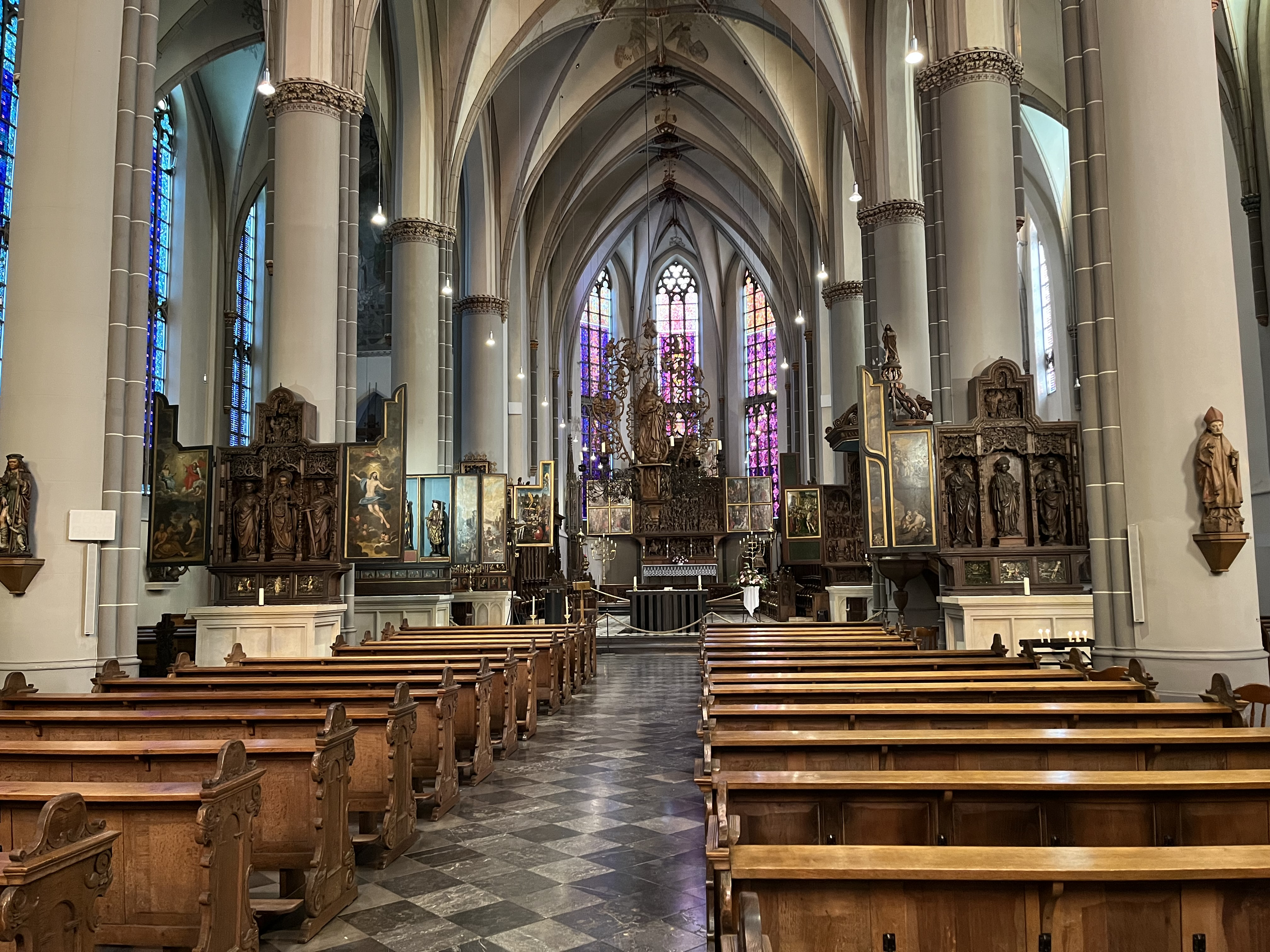
Het interieur van de Sint-Nicolaaskerk in Kalkar, met verschillende retabels.

De vensters zijn omstreeks 2000 ontworpen door Karl-Martin Hartmann. De afbeeldingen verwijzen naar natuurkundige verschijnselen.